# Come Home with Me
Come Home with Me – trzeci studyjny album amerykańskiego rapera Cam’rona a także jego debiut w wytwórni Roc-A-Fella. Gościnnie występują tacy muzycy jak The Diplomats, DJ Kayslay, Daz Dillinger, Tiffany, Jay-Z, McGruff, Memphis Bleek, i Beanie Sigel.
Do dzisiaj jest najlepiej sprzedającym się albumem Cam’rona, ponad milion sprzedanych egzemplarzy. Został zatwierdzony jako platyna przez RIAA. Zawiera dwa hity, „Oh Boy” z udziałem Juelz Santany i „Hey Ma” także z Juelz Santaną, Freekey Zekey, i DJ Kayslay.

## Lista utworów
| #  | Tytuł                           | Producent(ci)                        | Goście                                          | Czas |
| -- | ------------------------------- | ------------------------------------ | ----------------------------------------------- | ---- |
| 1  | "Intro"                         | Ty Fyffe                             | DJ Kayslay                                      | 2:44 |
| 2  | "Losing Weight, Pt. 2"          | Just Blaze                           | Juelz Santana                                   | 6:06 |
| 3  | "Oh Boy"                        | Just Blaze                           | Juelz Santana                                   | 3:24 |
| 4  | "Live My Life (Leave Me Alone)" | Precision                            | Daz Dillinger                                   | 3:11 |
| 5  | "Daydreaming"                   | LeLan Robinson, Mike T & Ray Watkins | Tiffany Carlin                                  | 6:29 |
| 6  | "Come Home With Me"             | Rsonist (The Heatmakerz)             | Jim Jones & Juelz Santana                       | 5:01 |
| 7  | "Welcome to New York City"      | Just Blaze                           | Jay-Z & Juelz Santana                           | 5:09 |
| 8  | "Hey Ma"                        | Tuneheadz                            | DJ Kayslay, Juelz Santana, Freekey Zekey & Toya | 3:40 |
| 9  | "On Fire Tonight"               | Ty Fyffe                             | Freekey Zekey                                   | 5:40 |
| 10 | "Stop Calling"                  | Ty Fyffe                             | Freekey Zekey & Herb McGruff                    | 6:06 |
| 11 | "I Just Wanna"                  | Ty Fyffe & Neek Rusher               | Juelz Santana                                   | 4:09 |
| 12 | "Dead or Alive"                 | Kanye West                           | Jim Jones                                       | 4:07 |
| 13 | "The ROC (Just Fire)"           | Just Blaze                           | Beanie Sigel & Memphis Bleek                    | 4:24 |
| 14 | "Boy Boy"                       | Rsonist (The Heatmakerz)             |                                                 | 4:43 |
| 15 | "Tomorrow"                      | BPM                                  |                                                 | 4:20 |

## Pozycja na liście
| Lista                  | Pozycja |
| ---------------------- | ------- |
| Top R&B/Hip Hop Albums | 1       |
| The Billboard 200      | 1       |